# Jungermannia trichophylla
Jungermannia trichophylla là một loài Rêu trong họ Jungermanniaceae. Loài này được L. mô tả khoa học đầu tiên năm 1753.